# Tù nhân

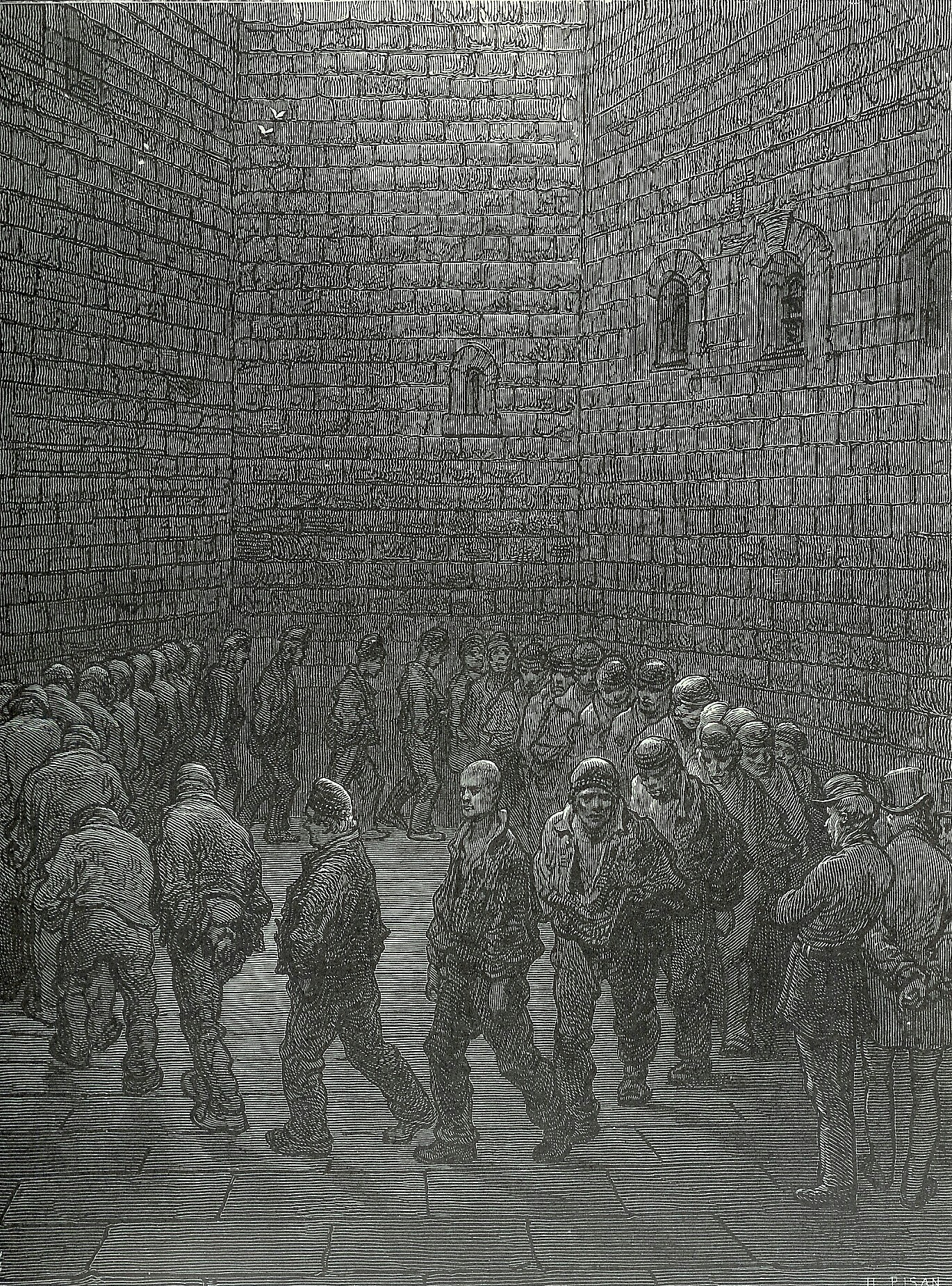

Tù nhân là người đang bị giam giữ tại một nhà tù.
Thường các tù nhân bị giam giữ sau khi bị kết án tù giam. Ngoài ra còn có các loại tù nhân:
- Tù nhân chiến tranh
- Tù nhân chính trị, người bị giam giữ do quan điểm chính trị
- Tù nhân lương tâm